# Quattordicesimo Dottore
Il Quattordicesimo Dottore è un personaggio immaginario interpretato dall'attore scozzese David Tennant, che ritorna a ricoprire il ruolo del Dottore dopo la decima incarnazione. Nella serie, il Dottore è un alieno umanoide che viaggia nel tempo, Signore del Tempo del pianeta Gallifrey. Per ovviare al problema del cambio dell'attore protagonista, la serie ha introdotto l'espediente narrativo della rigenerazione: quando i Signori del Tempo sono gravemente feriti, guariscono ottenendo un nuovo aspetto fisico e una distinta personalità.
La prima apparizione di Tennant nel ruolo del Quattordicesimo Dottore avviene nello  speciale del 60º Anniversario della serie, doppiato in italiano da Christian Iansante, che riprende il ruolo anch'egli dopo l'esperienza con il Decimo Dottore.
Ncuti Gatwa era stato precedentemente annunciato come successore di Jodie Whittaker come protagonista del programma, e molte testate affermavano che avrebbe interpretato il Quattordicesimo Dottore: il Tredicesimo Dottore di Whittaker si sarebbe rigenerato in un'incarnazione interpretata da Gatwa. Dopo l'apparizione finale di Whittaker come personaggio, si è invece rigenerata in una forma simile a quella del Decimo Dottore. È stato confermato che questo personaggio è il Quattordicesimo Dottore, con successivi chiarimenti che Gatwa avrebbe effettivamente interpretato il Quindicesimo Dottore dopo gli speciali del 60º anniversario in uscita nel novembre e dicembre del 2023.
Il Quattordicesimo Dottore appare in tre episodi speciali nel 2023, prodotti e scritti da Russell T Davies, che torna anche lui nella serie dopo essere stato produttore esecutivo dello spettacolo dal 2005 al 2010.

## Casting
L'attore Ncuti Gatwa è stato annunciato nel maggio 2022 come l'attore che avrebbe sostituito l'attrice Jodie Whittaker nel ruolo dopo una serie di episodi speciali nel corso del 2022. Alla fine dello speciale finale, Il potere del Dottore, fu rivelato che dopo la rigenerazione di Whittaker il Dottore si era rigenerato in un'incarnazione interpretata da David Tennant. Tennant aveva già recitato nel programma nei panni del Decimo Dottore dal 2005 al 2010, ed è il primo attore a interpretare due diverse incarnazioni del personaggio in più episodi. Il ritorno di un attore precedente come nuova incarnazione del Dottore era stato precedentemente proposto dal co-creatore di Doctor Who Sydney Newman in uno scambio del 1986 con l'allora controller della BBC One Michael Grade dopo il licenziamento dell'attore del Sesto Dottore Colin Baker; Newman aveva specificamente immaginato che Patrick Troughton, che interpretava il Secondo Dottore, tornasse per una serie prima di rigenerarsi in un'incarnazione femminile. Anche l'attore del Quarto Dottore Tom Baker era tornato nello speciale del 2013 Il giorno del Dottore nei panni del Curatore, alluso come una possibile futura incarnazione del Dottore.
È stato confermato che Gatwa reciterà nel ruolo del Quindicesimo Dottore, con il produttore esecutivo Russell T Davies che afferma "Il percorso verso il quindicesimo Dottore di Ncuti è carico di mistero, orrore, robot, marionette, pericolo e divertimento!".
Tennant e Catherine Tate appariranno nei panni del Quattordicesimo Dottore e di Donna Noble in tre episodi speciali per commemorare il 60º anniversario del programma nel novembre 2023. Anche Yasmin Finney farà il suo debutto nel ruolo di Rose Noble.